# Новая сила киски
«Новая сила киски» — дебютный сингл украинской певицы Maruv, изданный под псевдонимом Shlakoblochina и записанный при участии Fearmuch, более известного как Киевстонер. Он был выпущен 6 марта 2020 года в качестве ведущего сингла на лейбле Warner Music Russia.

## История
За несколько дней до релиза сингла Maruv запустила проект под названием «Shlakoblochina». Он является её альтер эго, образ которого составляет одежда розового цвета.
Релиз видеоклипа на трек состоялся 13 марта 2020 года на официальном YouTube-канале Maruv, неделей позже выхода сингла.

## Отзывы
Владислав Шеин из ТНТ Music отозвался о песне как о «дерзком бэнгере, в котором сексуальный подтекст почти ничем не прикрыт, даже английским языком». Он также отметил, что «„Новая сила киски“ кого-то сразу зацепит откровенностью и бескомпромиссностью, а кого-то отпугнёт избитыми эвфемизмами».
Ульяна Пирогова, являющаяся автором статьи, опубликованной на сайте общероссийского музыкального телеканала «ТНТ Music», назвала клип «трёхминутным передозом розового цвета, эротичных танцев и pussy power», а на сайте украинского интернет-издания «Gazeta.ua» о клипе отозвались как о «видео в розовых тонах, наполненное пикантными кадрами и вызывающее сексуальные аллюзии».
В сентябре 2020 года за свой случайно придуманный музыкальный фрейдистский проект SHLAKOBLOCHINA, в который вошли песни «Новая сила киски», «Не тревожь папайю» и «Х****й корпорат», певица Maruv «стала очередной жертвой вездесущей новой этики».

## Чарты
| Чарт (2020)            | Высшая позиция |
| ---------------------- | -------------- |
| Россия (YouTube Music) | 8              |